# Laurent Fournier
Laurent Fournier (Lyon, 1964. szeptember 14. –) francia labdarúgó, edző.

## Sikerei, díjai
Olympique Marseille
- Francia bajnok: 1991
- BEK-döntős: 1991

Paris Saint-Germain
- Francia bajnok: 1994
- Francia kupagyőztes: 1993, 1998
- Francia ligakupa-győztes: 1998
- KEK-győztes: 1996
- KEK-döntős: 1997
- Európai szuperkupa-döntős: 1996